# 养父 (电视剧)
《养父》是江苏卫视于2011年1月首播的40集电视剧，定位为“亲情史诗剧”，由张国立导演，张国立、牛莉主演，江苏省广播电视总台、东阳嘉艺影业有限公司、北京国立常升影视文化传播有限公司出品。《养父》的主要剧情为16年间尽心收养3个孤儿的烤鸭厨师楼志军在获知自己身患绝症之后，毅然踏上为3个孤儿寻找亲身父母的道路，以及以此为主线的情感故事。，2010年12月23日沈阳新闻频道首播，2011年1月1日江蘇衛視上星，台湾中天娱乐台于2011年6月20日播放。

## 故事梗概
楼志军（张国立饰）是“庆云楼”酒店的一名烤鸭师傅，制作的烤鸭远近闻名。楼师傅平日里乐善好施，16年间收养了三个孩子——16岁的小语（种丹妮饰）、13岁的小新（石云鹏饰）和6岁的小婉（冯铭喧饰）。一家四口平日相互关怀，过着平静的生活。直到一日，楼志军被检查出患有遗传性痉挛性共济失调，无法医治，且会随着时间的推移不断丧失行动能力直至死亡，因而决心在去世前帮助三个领养的孩子寻找到自己的亲身父母。在这一过程中，发生了不少故事。
楼志军由于性情耿直而与厨师长周文武（刘金山饰）不断发生冲突，后者因为嫉恨而不断为楼志军制造麻烦。葛先锋为缓解妻子马丽华的精神状况而欺骗楼志军自己是小新的生父，后被揭穿。小婉的生父江成和生母余亚男由于小婉诞生是年轻时犯下的错误而不愿接受，而后又由于与当下的婚姻状况而顾虑重重。小语的生父金大鹏是楼志军所在酒店的总经理，因为钓鱼与楼志军相识，后由于周文武挑唆和母亲的迷信而不愿接受小语。
然而，楼志军也收获了他人的支持和帮助。三个孩子为了照顾养父而不愿离开，为了让父亲高兴而默默忍受融入新家庭的过程中产生的不和。曾经深深自责的佟爱玲在楼志军的感化下主动与楼志军结合，承担起照顾楼志军和孩子们的重担。“庆云楼”的门店经理和员工对楼志军伸出援手。楼志军曾经的情人香海霞不能承受楼志军的病情而与其分手，但却默默为楼志军提供经济支持。余亚男的闺蜜陈岚为了小婉的回归而在楼志军、余亚男和江成间牵线搭桥。
最终，接受了事实的马丽华也接受小新作为自己的儿子，余亚男和江成在接受了小婉的同时也恢复了各自家庭的和睦，而金大鹏、妻子文芳和母亲金老太也为小语的懂事和宽容而感动和惭愧，接受了小语。四个曾经陷入纷争的家庭在楼志军的感化下成为一个大家庭。

## 人物关系
| 角色   | 演員   | 介紹 |
| 楼志军 | 张国立 | 楼小语、楼小新、楼小婉的养父，“庆云楼”光复路店烤鸭厨师，10年前曾经为香海霞的情人，后香海霞由于楼志军收养孩子而与其分手。10年后偶遇香海霞，再度产生感情，但由于无法接受楼志军的疾病而再度分手。楼志军在“庆云楼”曾经帮助杂工佟爱玲，后佟爱玲为其感动而与其结合，主动承担照顾楼志军的责任。楼志军起初拒绝，但在三个孩子的坚持下接受。周文武是“庆云楼”厨师长，倚仗自身关系谋求私利因而与楼志军交恶。金大鹏为楼志军的钓鱼朋友和“庆云楼”总经理，曾经佩服楼志军，后产生误解，最后两人和解。在为孩子寻找生母的过程中结识葛先锋、马丽华、余亚男、纪平、江成等人结识，在改变这些人生活的同时也影响了这些人的生活态度。 |
| 佟爱玲 | 牛莉   | 曾经为杨心刚前妻，后因赌博挪用公款入狱，与前夫和亲生儿子断绝关系。出狱后为见儿子一面而在“庆云楼”打杂，因而认识楼志军并获得帮助，但反复被杨心刚拒绝，但得到了杨心刚现任妻子的接受。在生活中渐渐与楼志军产生感情并在楼志军孩子的支持下与楼志军结合，承担照顾楼志军和三个孩子的工作。后在楼志军帮助下与亲生儿子杨一再次相认。 |
| 楼小语 | 种丹妮 | 楼志军养女，实为金大鹏、文芳的亲生女儿，但由于金老太（金大鹏母亲）迷信算命先生而遭到遗弃。楼小语是高三学生，学习成绩优异，但由于养父楼志军患病而放弃前往美国深造。由同学介绍在业余时间来到金家为金家儿子金宇飞担任伴读挣钱，因而与生母文芳结识并获得首肯。在楼志军的努力下，楼小语回到金家，却由于金老太和弟弟金宇飞的嫉恨因而受到排挤和伤害。当金宇飞因车祸需要换肝时，楼小语在楼志军的教导下同意忘记心中的恨为其捐肝，金家一家五口进而和好。高考后，楼小语作为市理科状元选择进入医科大学，希望救治和父亲一样的患者。                                                                                       |
| 楼小新 | 石云鹏 | 楼志军养子，成绩中等，但有足球天分。被葛先锋作为儿子带回家以使妻子马丽华摆脱12年前亲生儿子去世带来的心理障碍。在葛家由于马丽华教育方法的问题屡屡产生反叛行为，后被楼志军教训，马丽华因而改正教育方法，楼小新进而产生对葛家人的感情。葛先锋安慰妻子的造假行为被发现后，楼小新先是回到楼志军身边，后在马丽华最终接受亲生儿子去世的事实后回到葛家，被当作亲生儿子养育。 |
| 楼小婉 | 冯铭喧 | 楼志军养女，实为余亚男读大学时与江成恋爱不成，斗气生下的孩子，患有先天性心脏病。先后被江成和余亚男承认并被余亚男以收养的方式带回。后由于余亚男与未婚夫纪平产生冲突并遭受车祸而转而被江成收养，为江成的妻子包燕萍嫉妒，转而回到楼志军身边。后在楼志军和佟爱玲帮助下，江成和包燕萍重新和好并送楼小婉前往北京手术治愈心脏病。 |
| 葛先锋 | 孙思瀚 | 马丽华丈夫，某出版社编辑。曾经拥有一个儿子葛浩然但早已死亡，妻子马丽华因而产生心理障碍。为缓解妻子的心理障碍而设法纂改亲子鉴定报告，将楼小新作为葛浩然接回家。被发现后向楼志军道歉并同意将楼小新视如己出。 |
| 马丽华 | 孔琳   | 葛先锋妻子，原为医院护士，在儿子葛浩然走失后陷入精神障碍。在葛先锋欺骗下误认为楼小新正是自己的亲生儿子，因而精神障碍得以缓解。由于葛先锋的欺骗被无意中揭露而再次产生精神障碍，在最终接受事实后接纳楼小新。 |
| 余亚男 | 韩雨芹 | 某公司白领，大学期间曾因赌气生下自己和江成的孩子（即楼小婉）并因此退学，后由于事业和未婚夫纪平的原因拒绝楼志军和陈岚与楼小婉见面的建议。但在偶遇楼小婉之后决定以养女的身份接纳楼小婉，后纪平发现实情出走。在一次车祸中为保护楼小婉而身负重伤，此后重新与纪平和好。 |
| 纪平   | 夏凡   | 余亚男未婚夫。最初对余亚男有私生女的行为无法容忍，在余亚男车祸之后悉心照顾，重新与余亚男和好并接纳楼小婉为自己的女儿。 |
| 江成   | 李昊臻 | 楼小婉生父，曾因与余亚男赌气和包燕萍结婚并育有一女，对余亚男生出楼小婉并不知情。遇到楼小婉之后常常前往楼志军家看望楼小婉，因而使妻子包燕萍产生怀疑。余亚男车祸之后曾经带楼小婉回家，因而使包燕萍决定离婚，后包燕萍与其和好。 |
| 包燕萍 | 张慧   | 江成妻子。对江成看望楼小婉产生怀疑，并提出离婚，后在楼志军、佟爱玲劝导下与江成和好。 |
| 金大鹏 | 刘之冰 | 文芳丈夫，楼小语、金宇飞生父，“庆云楼”总经理，楼志军钓友。起初并不了解楼志军的职业和工作地点，由于互相倾诉而产生信任。后由于周文武挑拨离间，误认为楼志军是沽名钓誉，从而不再相信楼志军关于楼小语是自己亲生女儿的说法。后由于周文武前女友欣欣的澄清接受楼小语回到金家并恢复了对楼志军的信任，但又碍于金老太的迷信而放任楼小语返回楼志军身边。在楼小语决定为金宇飞捐肝之后，金大鹏重新接纳了楼小语。 |
| 文芳   | 茹萍   | 金大鹏妻子，楼小语、金宇飞生母。因为女儿巧巧（即楼小语）的遗失而长期与金老太结怨。由于楼小语担任金宇飞伴读因而认识楼小语并对其产生认同，后相信楼志军的说法和自己的感觉，坚持认为楼小语是自己的亲生女儿。在金大鹏偏袒自己母亲而使楼小语受到伤害之后准备带孩子离开金家，后由于金宇飞车祸必须换肝而欺骗楼小语抽血配型，此后获得楼小语的原谅和接受。 |
| 金老太 | 李苒苒 | 金大鹏父亲。曾经带楼小语算命，认为其是金家的克星从而在丢失楼小语之后不闻不问，因而与文芳结怨。千方百计阻止楼志军将楼小语送回的举动，甚至不惜和周文武联手从中作梗。后在楼志军压力下被迫接纳楼小语回家，但仍然百般阻挠致使楼小语受伤回到楼志军身边。在楼小语决定为金宇飞捐肝之后，被楼小语的宽容而感动。 |
| 周文武 | 刘金山 | “庆云楼”光复路店厨师长，由于楼志军坚持原则阻断自身财路而心怀嫉恨，也曾经追求过佟爱玲。经制造谣言污蔑楼志军的烤鸭有卫生问题，对楼志军和金大鹏之间的关系加以挑拨，并和金老太一起阻止楼小语回到金家。在事情败露后与“庆云楼”竞争对手合作，在“庆云楼”门店下毒，因此被逮捕。 |
| 香海霞 | 刘莉莉 | 楼志军旧情人，曾经因为楼志军收养楼小语而与之分手。在遭遇婚姻挫折之后重新遇到楼志军，并为三个收养的孩子带来快乐。但由于对楼志军病情发展的顾虑再度分手，后通过其外甥帮助楼志军解决经济困难的问题。 |

## 電視劇歌曲
| 曲序 | 曲目                     |        | 作曲   | 演唱           |
| ---- | ------------------------ | ------ | ------ | -------------- |
| 1.   | 《爸爸》（片头曲）       | 韩雨芹 | 刘志宏 | 冯茗暄、韩雨芹 |
| 2.   | 《为我好好的》（片尾曲） | 韩雨芹 | 刘志宏 | 韩雨芹         |

## 评论
在谈到《养父》的创作时，张国立表示，自己从古装戏转型，出于一种社会责任，希望在追求温情的方面做一些事。张国立否定《养父》是一部“苦情戏”，而是对亲情的默默描写。北京娱乐信报对该片点评认为，《养父》是中国大陆近年来难得的传统亲情剧，充满了令人心酸的情节。有观众认为，张国立扮演的楼志军的想法“简单而伟大”。也有观众认为，从这部电视剧中能够学到不少做人的道理，因而这部电视剧也是一部教育片。还有观众表示，《养父》打动观众的不仅仅是主人公楼志军的坚强，更有这个收养家庭的手足之情和不离不弃的精神。从收视率来看，《养父》在中国大陆地方卫视中的收视率排名第一。
在肯定该剧的同时，也有观众对《养父》中的植入广告提出批评。

## 收视率
(由csm数据参考而来，收视率包括全天收视指数和市场(收视)份额参数)
| 平台     | 平均收视率 | 平均市場份額 | 全年排名 |
| 江苏卫视 | 1.23       |              | 17       |

## 作品的變遷
| 中天娛樂台 每週一至週四 20:00 - 21:00  | 中天娛樂台 每週一至週四 20:00 - 21:00                                                             | 中天娛樂台 每週一至週四 20:00 - 21:00 |
| -------------------------------------- | ------------------------------------------------------------------------------------------------- | ------------------------------------- |
|                                        | 我的媽媽是爸爸 （2011.06.20 - 2011.08.25）                                                        |                                       |
| 戀戀阿里山 （2011.04.27 - 2011.06.16） | 牽掛 （2011.08.29 - 2011.10.17 愛‧相隨 （2011.10.18 - 2011.12.07） 婆婆來了 （2011.12.08 - 2012） |                                       |

| Astro AEC 每週一至週五 19:30 - 20:30 | Astro AEC 每週一至週五 19:30 - 20:30 | Astro AEC 每週一至週五 19:30 - 20:30 |
| ------------------------------------ | ------------------------------------ | ------------------------------------ |
|                                      | 养父 (2012.06.07-2012.08.02)         |                                      |
| 裸婚时代 （2012.04.27 - 2012.06.06） | 真爱谎言 （2012.08.03 - 2012.09.25） |                                      |